# Maroon 5
Maroon 5 (prononcé « Maroon Five ») est un groupe de musique pop américain, originaire de Los Angeles, en Californie. Le groupe est récompensé à de nombreuses reprises pour son premier album Songs About Jane, sorti en juin 2002, qui se retrouve en tête des classements musicaux de nombreux pays. De même, leur second album, 1.22.03.Acoustic, qui reprend des titres en version acoustique de l'album Songs About Jane, est certifié disque de platine[Où ?]. Maroon 5 est en permanence en tournée depuis la formation du groupe en 1997, se produisant notamment côtés de John Mayer, Michelle Branch, Gavin DeGraw, Phantom Planet, The Like  The Thrills ou encore The Donnas. Ils ont joué en première partie des Rolling Stones en août 2005.
Hands all Over, le troisième album studio du groupe, est publié en septembre 2010 et culmine à la deuxième place du Billboard 200. En 2011, l'album est réédité et contient la chanson Moves Like Jagger, en collaboration avec la chanteuse américaine Christina Aguilera. La chanson devient le deuxième single du groupe à atteindre la première place du Hot 100 et recense plus 14,4 millions d'exemplaires vendus dans le monde, ce qui en fait l'un des singles les plus vendus à travers le monde. Le groupe sort son quatrième album studio, Overexposed, en juin 2012. L'album atteint la deuxième place du Billboard 200. Les deux premiers singles de l'album, Payphone et One More Night, sont très bien accueillis à l'étranger et grimpent respectivement en deuxième et première places du Hot 100. En 2014, le groupe signe avec Interscope Records et sort son cinquième album studio, V, en septembre la même année. L'album atteint la première place du Billboard 200. Entre-temps, le premier single, Maps, est commercialisé et se hisse en sixième place du Hot 100.
Depuis ses débuts en 2002, le groupe recense plus de 10 millions d'albums vendus aux États-Unis, plus de 30,8 millions de ventes numériques, et 27 millions d'albums vendus à travers le monde. En 2013, Maroon 5 devient le troisième groupe le plus joué du Top 40 Mainstream Radio. En parallèle, Maroon 5 est également connu pour sa lutte contre le réchauffement climatique, et pour une avancée plus rapide de l'aide à l'environnement. Ils entretiennent une forte amitié avec la chanteuse Sia, qui a écrit les titres Maps et Animals ainsi que d'autres. En 2018, leur chanson Girls Like You (en collaboration avec Cardi B) atteint la première place du Billboard Hot 100 ainsi que la première place de Canadian Hot 100. En 2019, ils sortent leur single Memories qui atteint la deuxième place du Billboard Hot 100, qui fera partie de leur septième album. Le groupe sort deux nouveaux singles Nobody’s Love en 2020, puis Beautiful Mistakes en 2021. Le groupe sortira un nouvel album nommé JORDI le 11 juin 2021. 

## Biographie

### Kara's Flowers et débuts (1994–2002)
Quatre des membres de Maroon 5 se sont connus au collège à Los Angeles,,. Adam Levine (chanteur et guitare), Jesse Carmichael (guitare), Mickey Madden (basse) et Ryan Dusick (batterie) forment Kara's Flowers, un groupe grunge qui se produit la première fois à Whisky A Go-Go le 16 septembre 1995. Le groupe signe avec le label Reprise Records alors qu'ils sont toujours au lycée et sort son premier album The Fourth World au cours de l'année 1997 juste avant que les trois membres passent leur bac (Ryan Dusick finissait sa première année à l'Université de Los Angeles (UCLA)). Une vidéo fut tournée pour la chanson ouvrant l'album, Soap Disco, mais elle n'eut pas grand succès sur MTV. Malgré des premières parties pour des groupes tels que Reel Big Fish et Goldfinger, l'album peina à décoller commercialement parlant, et en 1999, le groupe se sépare de Reprise Records (The Fourth World se vend mieux après la sortie de Songs About Jane que durant les années qui précèdent[réf. souhaitée]).
Après leur départ de Reprise Records, les quatre gars fréquentèrent différentes universités dans tous les États-Unis. Ils découvrent de nouveaux styles musicaux et se prirent d'affection pour la Motown, la pop, le R&B, la musique soul, et le Gospel - ce qui forgera plus tard l'identité sonore de Maroon 5. Les quatre membres originaux de Kara's Flowers gardèrent contact et commencèrent à jouer ensemble à nouveau en 2001. Jesse Carmichael échangea la guitare contre un clavier, et le besoin d'un guitariste supplémentaire se fit sentir. James Valentine, anciennement du groupe Square, joignit le groupe pour combler ce vide. Au moment où le guitariste James Valentine rejoint Kara's Flowers en 2001, le groupe est rebaptisé Maroon, puis quelques mois plus tard en Maroon 5, à cause d'un conflit de patronymes. Le groupe se produit en show case à New York et Los Angeles. Lors d'une interview à la chaîne musicale VH1, Adam Levine parle de cette période où s'est forgé le style du groupe : « Alors que nous négocions pour enregistrer un album, j'ai passé beaucoup de temps à New York où j'ai plongé dans la culture hip-hop comme il ne m'était jamais arrivé à L.A. Ça m'a ouvert à un genre tout à fait nouveau pour moi, et qui a eu un gros impact sur mon écriture. » Le groupe signe avec Octone Records, un label indépendant new-yorkais associé au réseau de distribution de BMG, ainsi qu'avec Clive Davis de J Records[source secondaire souhaitée].

### Songs About Janeet départ de Dusick (2002–2006)
Le groupe enregistre Songs About Jane au studio Rumbo Recorders de Los Angeles, avec le producteur Matt Wallace, qui a travaillé avec Train, Blues Traveler, Kyle Riabko et Third Eye Blind. Après la sortie de l'album mi-2002, le groupe part en tournée avec Michelle Branch et Nikka Costa. Au début de l'été 2003, ils participent aux concerts de Graham Colton, John Mayer ou encore Counting Crows. En août 2005, le groupe fit la première partie des Rolling Stones. La plupart des titres du premier album de Maroon 5 sont directement inspirés de la relation tumultueuse de Levine avec son ex-petite amie, Jane : « Nous avons rompu au moment où le groupe rentrait en studio », explique-t-il. « Après avoir sélectionné une série de titres, nous avons décidé d'intituler l'album Songs About Jane, cela semblait le titre le plus approprié. »[source secondaire souhaitée]
Le premier single Harder to Breathe est progressivement diffusé sur les ondes, ce qui aide à doper les ventes de l'album. Au mois de mars 2004, l'album atteignit le top 20 du Billboard 200, et Harder to Breathe était dans le top 20 du classement Billboard Hot 100 des singles. En août 2005, l'album atteignit sa meilleure place, en étant classé 6e du Billboard 200, 26 mois après sa sortie. C'est la durée la plus longue entre la sortie d'un album et son entrée au top 10 depuis Nielsen Soundscan en 1991. Songs About Jane entra aussi dans le top 10 australien tandis que Harder to Breathe entrait dans le top 20 des singles au Royaume-Uni, et au top 40 en Australie et Nouvelle-Zélande. L'album finit par atteindre la première place au Royaume-Uni et en Australie. Le second single, This Love, fait également partie des Top 10 US et australien, et même des top 3 anglais et hollandais. Le troisième single, She Will Be Loved, se classe à la cinquième place aux États-Unis et au Royaume-Uni, la première place en Australie et la première place en France. Le quatrième single, Sunday Morning, est également classé dans le Top 40. Le Grammy Award de la Révélation de l'Année 2005 est décerné au groupe, et l'album Songs About Jane devient successivement disque d'or, de platine puis triple disque de platine dans de nombreux pays anglophones.
Leur clip vidéo de la chanson This Love met en scène le chanteur Adam Levine et sa petite amie de l'époque, le top-modèle Kelly McKee[source secondaire souhaitée]. La caméra est utilisée de sorte à montrer le plus possible de l'intimité du couple sans toutefois dévoiler les parties plus intimes, afin d'éviter une probable censure du clip. Une version du clip où apparaissent des pétales de fleurs générés par ordinateur, volant tout autour du couple, est destinée à certains publics plus conservateurs[source secondaire nécessaire]. D'autres scènes de ce genre émaillent le clip She Will Be Loved, qui met en scène un triangle amoureux, dont des baisers brûlants entre Adam Levine et l'actrice Kelly Preston[source secondaire souhaitée].

### It Won't Be Soon Before Long(2006–2008)

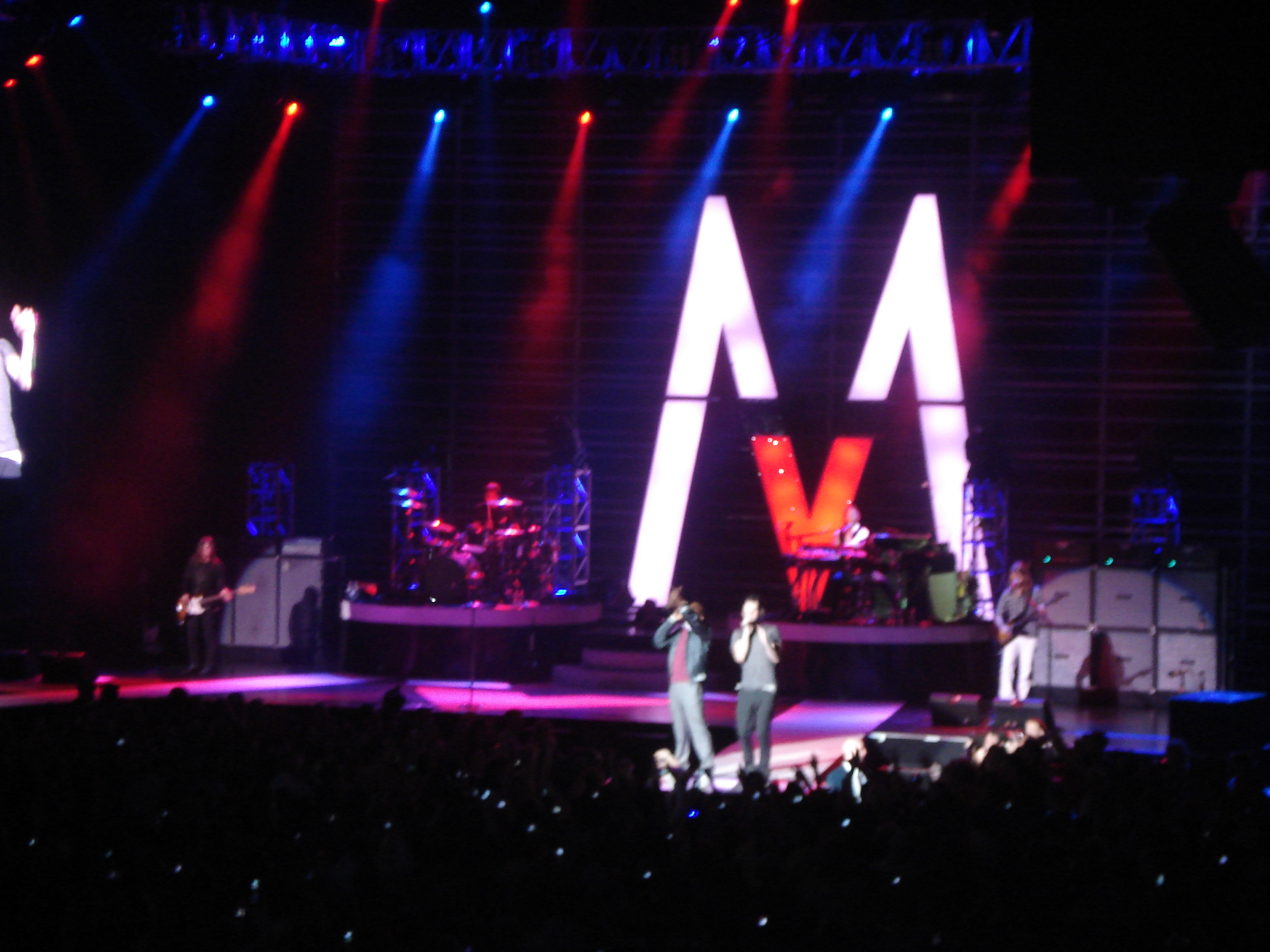
Maroon 5, à Madison Square en 2007.

Après huit mois d'enregistrement en 2006, le second album de Maroon 5, It Won't Be Soon Before Long, est commercialisé à l'étranger en mai 2007 par A&M/Octone Records. Selon Adam Levine, l'album It Won't Be Soon Before Long s'inspire des icônes des années 1980 comme Prince, Shabba Ranks, Michael Jackson et Talking Heads. Makes Me Wonder, le premier single de cet album, est classé numéro un au classement iTunes, et sur les plateformes de téléchargements légaux. Adam Levine déclare croire que le groupe atteint son apogée et peut faire encore un album avant de se séparer. Il explique : « J'ai passé les années après mes vingt ans en tournée, et, du coup, rien de concret ne peut avoir lieu dans ma vie. À un moment ou à un autre, j'aurai envie de devenir une personne complètement différente, parce que je ne suis pas certain de vouloir être un quadra, un quinqua ou plus dans ce style, comme les Rolling Stones. »
Fin 2008, le groupe sort un album inédit, Call And Response : The Remix Album, composé de reprises de leurs chansons antérieures remixées par de prestigieux artistes, comme Mark Ronson ou bien Tiësto.

### Hands all OveretOverexposed(2009–2013)

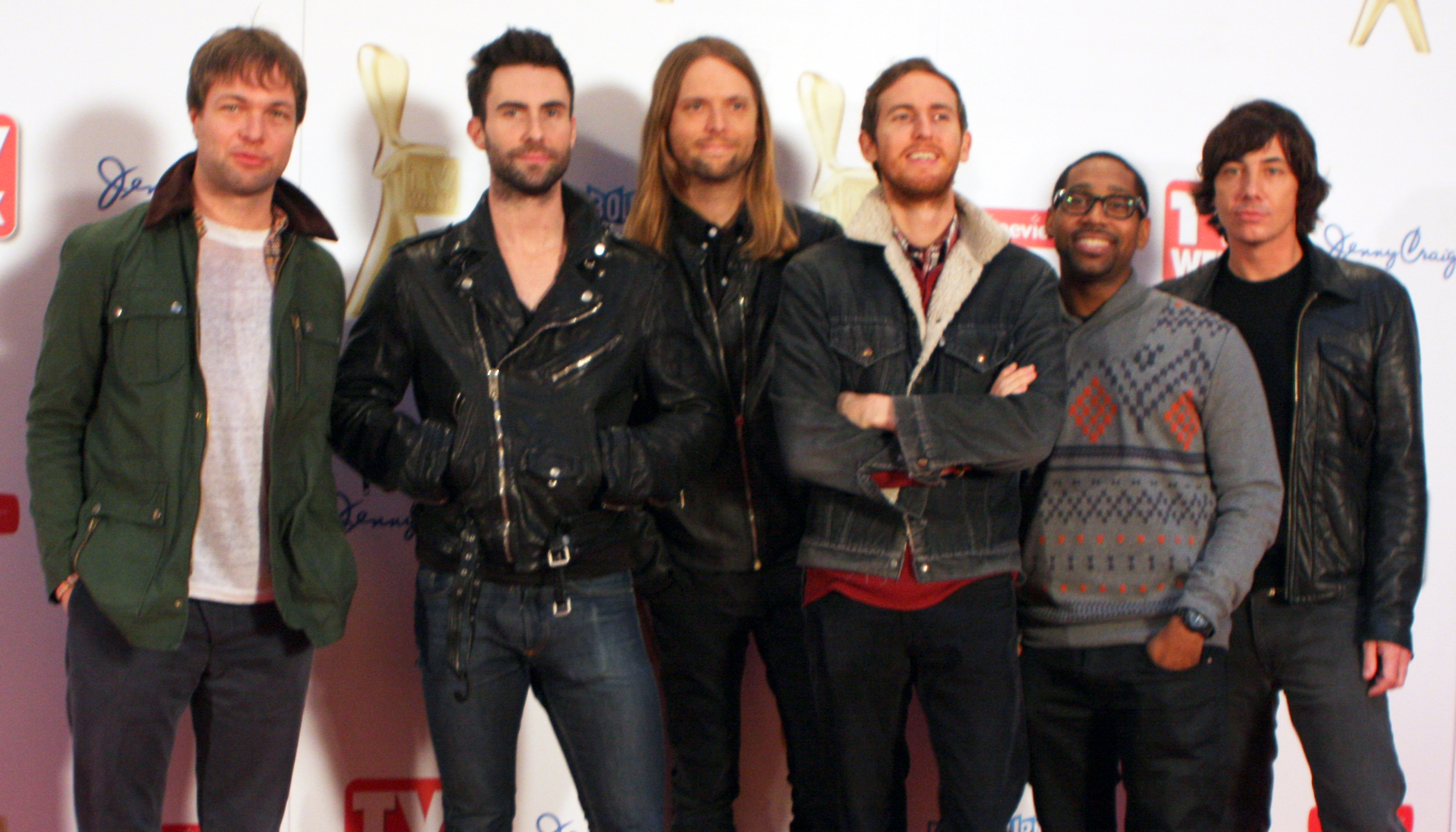
Maroon 5, sur scène en 2011.

Le troisième album de Maroon 5 est enregistré en 2009 en Suisse, où le groupe unit ses forces avec le producteur de disques Robert « Mutt » Lange. Le groupe déclare en novembre 2009 que le nouvel album est intitulé Hands All Over. En avril 2010, ils révèlent 11 des 15 titres qui figureront sur l'album : How, Never Gonna Leave This Bed, Wasted Years, Last Chance, Don't Know Much about That, Out of Goodbyes, I Can't Lie, Give a Little More, Misery, Stutter et Hands all Over. Les quatre autres titres sont The Air That I Breathe, Get Back in My Life, Just a Feeling, et Runaway.
Hands all Over sort le 21 septembre 2010. Le résultat devrait être plus que satisfaisant puisque, selon la maison de disques du groupe, ce projet est « monumental et inoubliable dès la première écoute ». Le premier single de l'album, Misery, est sorti le 22 juin 2010. Une tournée estivale se déroule avant la sortie de l'album et dure un mois, du 30 juillet au 29 août 2010. Maroon 5 programment en juin 2012 deux albums : le premier est la réédition de Songs About Jane (célébrant ses dix années d'existence) et leur tout nouvel album Overexposed, dont la sortie est prévue pour fin juin 2012. Après sa sortie, le succès est modéré comparé au précédent album. Le groupe a travaillé avec des producteurs comme Max Martin, Ryan Tedder et Benny Blanco. On note aussi une collaboration avec Nathaniel Motte (membre du groupe 3OH!3) pour la coécriture et la coproduction de la chanson Love Somebody. Après la sortie du tube Moves Like Jagger, le 21 juin 2011, en duo avec Christina Aguilera, le groupe décide de se remettre au travail et de composer l'album Overexposed. Adam Levine, le leader du groupe, déclare : « Overexposed est définitivement notre album le plus varié et le plus pop. Nous avons eu beaucoup de plaisir à l'enregistrer. » Le premier single de l'album Overexposed s'intitule Payphone (featuring avec le rappeur Wiz Khalifa). Le clip est désormais disponible sur la toile et le single cartonne aux États-Unis, arrivant 2e des charts. Ils le jouent en live pour la première fois dans la suite du Grand Journal, avant d'être interviewé[réf. nécessaire].

### V(2014–2016)
En avril 2013, James Valentine annonce l'enregistrement de chansons pour leur cinquième album.
Le 15 avril 2014, Jesse Carmichael confirme la fin de son inactivité et annonce sa participation à leur futur album, intitulé V. Le 29 avril 2014, le groupe annonce sa prochaine performance dans l'émission américaine Today Show au Rockefeller Plaza de New York le 1er septembre 2014. Le 18 mai 2014, le groupe annonce la commercialisation de V pour le 2 septembre 2014, au label Interscope Records. Le premier single, Maps, paraît le 16 juin 2014, et atteint la sixième place du Hot 100. À la suite de la parution de l'album V en début septembre 2014, il atteint le Billboard 200 le 20 septembre 2014,. Le 11 septembre 2014, Maroon 5 participe au iTunes Festival de Londres. Le 10 août 2014, il participe au Hyundai Card City Break, un festival de rock basé en Corée du Sud. Le second single, Animals, est utilisé dans une publicité pour Kia Soul et mise en vente sur les sites de vente en ligne le 25 août 2014.
Le 6 novembre 2015, le groupe annonce une tournée nord-américaine en septembre et octobre 2016 en soutien à Tove Lo, R. City, et PHASES. Le 25 juin 2016, le groupe célèbre la quinzième année de la sortie de Songs About Jane en partenariat avec l'UNICEF.

### Red Pill Blues(2017-2018)
Un nouveau single mettant en vedette Kendrick Lamar, qui s'intitule Don't Wanna Know, est publié le 11 octobre 2016, et le clip sort le 14 octobre 2016. Le single est diffusé dans le Top 40 radio le 18 octobre 2016. Le 13 janvier 2017, le chanteur Adam Levine révèle que le groupe travaille actuellement sur leur sixième album. Selon Levine, l'album sera publié bientôt et sera influencé par du RnB. Un nouveau single intitulé Cold en featuring avec le rappeur américain Future est diffusé dans le Top 40 radio le 14 février 2017, et le clip est diffusé le 15 février 2017 sur Vevo. Leur album Red Pill Blues sort le 3 novembre 2017.

### MemoriesetJordi(2019-2021)
Le 20 septembre 2019, le groupe a sorti la chanson Memories, qui a culminé au deuxième rang sur le Billboard Hot 100. Il est servi comme le premier single de leur septième album de studio à venir. En octobre 2019, James Valentine a dévoilé les détails du groupe travaillant sur leur nouvel album, a-t-il déclaré : "Cela annonce un nouvel album, sur lequel nous sommes actuellement en studio. Mais, oui, nous travaillons sur un nouveau disque." Le 5 décembre 2019, le groupe a fait la manchette du Bud Light Super Bowl Music Fest, une avant-scène pour le spectacle de mi-temps LIV du Super Bowl à l’American Airlines Arena à Miami le 1er février 2020, avec l’invité spécial Dan + Shay.
Dans cet album et avec ce titre, le groupe rend un hommage à Jordan Feldstein, leur manager, frère de Jonah Feldstein, décédé le 22 décembre 2017 d'une crise cardiaque à l'âge de 40 ans. L’album nommé « Jordi » sort le 11 juin 2021.
Maroon 5 s’apprête à entamer la prochaine tournée, le Tour 2020 du 23 février au 17 septembre 2020 avec les invités spéciaux Meghan Trainor et Leon Bridges.

## Membres

### Membres actuels
- Jesse Carmichael – claviers, guitare rythmique, chœurs (1994–2012, depuis 2014)[25],[26]
- Adam Levine – chant (depuis 1994)[27]
- James Valentine – guitare solo, chœurs (depuis 2001)[26],[27],[28]
- Sam Farrar – guitare rythmique, chœurs (membre de tournée entre 2012 et 2016 ; depuis 2016)[29]
- PJ Morton – clavier, chœurs (depuis 2010 ; en remplacement de Jesse Carmichael entre 2012 et 2014, membre de tournée entre 2010 et 2012)[26],[30]
- Matt Flynn – batterie (depuis 2006)[26],[27]

### Anciens membres
- Ryan Dusick – batterie, chœurs (1994–2006)[31]
- Mickey Madden – basse (1994–2020)[32],[33],[34]

### Membres de tournée
- Tommy « Boom-Boom » King – clavier, chœurs (Back to School Tour en 2009)
- Adrian Young (de No Doubt) – batterie, percussions (Young remplaçait Matt Flynn de temps en autres pendant le Back To School Tour)[35],[36]
- Ryland Steen (de Reel Big Fish) – batterie, percussions[37]
- Josh Day – batterie, percussions

## Discographie
- 2002 : Songs About Jane
- 2007 : It Won't Be Soon Before Long
- 2010 : Hands All Over
- 2012 : Overexposed
- 2014 : V
- 2017 : Red Pill Blues
- 2021 : Jordi
- 2025 : Love Is Like

## Tournées
- 2002-2004 : Songs About Jane Tour
- 2005 : 5th Annual Honda Civic Tour
- 2007-2008 : It Won't Be Soon Before Long Tour
- 2009 : Back to School Tour
- 2010 : Palm Trees and Power Lines Tour
- 2010-2012 : Hands All Over Tour
- 2012-2014 : Overexposed Tour
- 2013 : 12th Annual Honda Civic Tour
- 2015-2016 : Maroon V Tour
- 2017-2018 : Red Pill Blues Tour
- 2020-2022 : Tour 2020

## Autres médias
Le groupe fait une apparition au début du deuxième épisode de la cinquième saison des Experts: Manhattan, où il joue la chanson Goodnight, Goodnight.

## Concerts marquants
Le groupe anime le concert de la mi temps du 53e Super Bowl le 4 février 2019 à Atlanta. À la fin du show, Adam Levine se met torse nu, ce qui relance le scandale du Nipplegate dans la presse.

## Distinctions
Le groupe est récompensé de quatre American Music Awards, trois Grammy Awards, trois Billboard Music Awards ainsi que de 4 NRJ Music Awards.
| Année | Prix             | Catégorie                                              | Résultat   |
| ----- | ---------------- | ------------------------------------------------------ | ---------- |
| 2005  | NRJ Music Awards | chanson internationale de l'année pour This Love       | Lauréat    |
| 2005  | NRJ Music Awards | Révélation internationale de l'année                   | Lauréat    |
| 2005  | NRJ Music Awards | album international de l'année pour Songs About Jane   | Nomination |
| 2008  | NRJ Music Awards | Groupe international de l'année                        | Nomination |
| 2013  | NRJ Music Awards | Groupe international de l'année                        | Nomination |
| 2014  | NRJ Music Awards | Groupe international de l'année                        | Nomination |
| 2015  | NRJ Music Awards | Groupe international de l'année                        | Lauréat    |
| 2015  | NRJ Music Awards | Clip de l'année pour Sugar                             | Nomination |
| 2018  | NRJ Music Awards | Chanson internationale de l'année pour Girls Like You' | Lauréat    |